# Lanoraie
Pour les articles homonymes, voir Lanoraye.
Lanoraie est une municipalité du Québec (Canada), située dans la municipalité régionale de comté de D'Autray, dans la région administrative de Lanaudière.

## Toponymie
La ville est nommée en l'honneur du seigneur Louis de Niort de La Noraye. Louis de Niort de La Noraye, soldat dans le Régiment de Carignan-Salières (Cie LaFouille) né vers 1639 à St Maixent l'École (Deux-Sèvres).

## Histoire
Le 4 août 1856, le conseil municipal de la paroisse de Lanoraie enregistre son premier règlement conformément aux dispositions de l’Acte des municipalités et des chemins de 1855. C’était pour changer son nom en celui de Village de Joliette: Le territoire ci-dessus désigné sera à l’avenir, avec les limites qui lui sont ci-dessus assignées et données, connu comme Village non incorporé sous le nom de VILLAGE DE JOLIETTE (Le Courrier de St-Hyacinthe 12 août 1856).
La municipalité de la paroisse de Saint-Joseph-de-Lanoraie et la municipalité de Lanoraie-d'Autray fusionnent, en 2000, pour former la municipalité de Lanoraie.

### Héraldique
| Ferme est ma foy |
| ---------------- |

| L'écu de Lanoraie se blasonne ainsi : D'azur semé de fleur de lys d'or à la bande d'argent chargée de 5 losanges de gueules. |

## Géographie
La rivière Saint-Jean longe la limite nord puis la limite est de la municipalité et coule vers le sud-est jusqu'à son embouchure dans le fleuve Saint-Laurent. 
La rivière Saint-Antoine coule vers l'ouest dans l'ouest de la municipalité jusqu'à sa confluence avec la rivière Saint-Joseph qui, à partir de son crénon dans le sud-est de la municipalité coule vers les sud-ouest jusqu'à son embouchure dans le fleuve Saint-Laurent. 

## Démographie
| 2001  | 2006  | 2011  | 2016  | 2021  |
| ----- | ----- | ----- | ----- | ----- |
| 3 869 | 4 067 | 4 447 | 4 787 | 5 134 |

## Administration
Les élections municipales se font en bloc et suivant un découpage de six districts.
| Lanoraie Maires depuis 2005                                                                                          |                    |         |          |
| Élection | Maire              | Qualité | Résultat |
| 2005 | André Villeneuve   |         | Voir     |
| 2008 | Jacinthe Brissette |         | Voir     |
| 2009 | Jacinthe Brissette | Voir    |          |
| 2013 | Gérard Jean        |         | Voir     |
| 2017 | Gérard Jean        | Voir    |          |
| 2021 | André Villeneuve   |         | Voir     |
| Élection partielle en italique Depuis 2005, les élections sont simultanées dans toutes les municipalités québécoises |                    |         |          |

## Personnalités
- Honoré Beaugrand y est né
- Louis-Joseph Doucet, poète, y est né.
- André Villeneuve, maire de 1999 à 2008 et député de Berthier.

## Patrimoine
- Maison Hervieux, maison rurale

## Éducation
Le Centre de services scolaire des Samares (anciennement la Commission scolaire des Samares) administre les écoles francophones :
- École de la Source d'Autray[9]

La Commission scolaire Sir-Wilfrid-Laurier administre les écoles anglophones :
- École primaire Joliette à Saint-Charles-Borromée[10]
- École secondaire pierre de lestage Berthierville[11]